# Woschod-5-Nunatak
Der Woschod-5-Nunatak (russisch Нунатак Восход-5 Nunatak Woschod-5) ist ein Nunatak in der antarktischen Ross Dependency. Er ragt unmittelbar östlich der Cranfield-Eisfälle nahe dem Darwin-Gletscher auf.
Russische Wissenschaftler benannten ihn. Namensgeber ist die sowjetische Raummission Woschod 5.